# Джексон, Джеймс (футболист)
Джеймс Джексон (англ. James Jackson; 4 декабря 1900, Ньюкасл-апон-Тайн, Нортамберленд — 1976) — английский футболист, игравший на позиции защитника. Известен по выступлениям за клуб «Ливерпуль».

## Клубная карьера
Джексон родился в Ньюкасл-апон-Тайн в семье шотландцев (хотя его отец вырос в Австралии). Джексон играл в Шотландской футбольной лиге за «Куинз Парк» (один год в основной команде), «Мотеруэлл» (четыре года) и «Абердин» (два года), прежде чем в мае 1925 года его подписал «Ливерпуль», которым руководил Мэтт Маккуин.
Он дебютировал 14 ноября 1925 года в победном матче Первого дивизиона против «Вест Бромвича» на «Энфилде» (2:0). 17 декабря 1927 года забил первый из двух своих голов за клуб в проигрышном матче против «Тоттенхэм Хотспур» (1:3) на «Уайт Харт Лейн».
Преимущественно выступая защитником, хотя он появлялся на каждой полевой позиции за «Ливерпуль», Джексон стал постоянным игроком команды в сезоне 1928/1929 и пропустил всего пару игр в течение следующих двух сезонов, сыграв при этом 124 матча. Он стал капитаном клуба «красных». Он участвовал в нескольких матчах Мерсисайдского дерби, где ему противостоял нападающий «Эвертона» Дикси Дин.
Хотя Джексон никогда не вызывался в сборную Англии (по правилам того времени он не имел права выступать за Шотландию), он представлял как сборную Шотландской лиги, так и сборную Английской лиги.

## Личная жизнь
После завершения выступления за «Ливерпуль» в 1933 году он решил полностью сменить карьеру, став служителем пресвитерианской церкви. Во время своего пребывания на «Энфилде» его прозвали «Парсоном» из-за его религиозных связей. Прежде чем он стал священником, Джексон нашёл время, чтобы поступить в Кембридж, где изучал философию и древнегреческий язык.
Его отец Джимми («Ньюкасл Юнайтед» и «Вулидж Арсенал»), младший брат Арчи («Сандерленд» и «Транмир Роверс»), дядя Эндрю («Камбусленг» и сборная Шотландии) и двоюродный брат Энди («Мидлсбро») также были футболистами. Его двоюродный брат, которого также звали Арчи, был ведущим игроком в крикет в Австралии и играл за ту же команду, что и Дон Брэдман.
Во время его пребывания в «Абердине» в течение короткого периода времени в команде было четыре Джексона (наиболее известным из которых был Алекс, а также Уотти и Вилли), но ни один из них не был связан с Джеймсом.